# عبد الرحمن حامد
عبد الرحمن حامد (1929 - 2004) هو ممثل مصرى.

## مسيرته
بدأ مسيرته خلال منتصف حقبة الستينيات من القرن العشرين. ظهر في أدوارا ثانوية مساعدة أغلبها دور الموظف ودور الضابط، كما قدم مسلسلات وسهرات داخل التليفزيون المصري، أشتهر بأدوار المسئول اليهودى في معظم
مسلسلات الجاسوسية.

## أعماله[5]
أبيض x أبيض
2003 - مسلسل
بولان
البنات
2003 - مسلسل
المرأة في الإسلام
2003 - مسلسل
الوريث المفقود
2003 - سهرة تليفزيونية
الجبال حين تنهار
2002 - مسلسل
النجم الذي هوى
2002 - سهرة تليفزيونية
الهـودج
2002 - مسلسل
طبيب الملك
جراح العمر
2002 - مسلسل
رجل في زمن العولمة ج1
2002 - مسلسل
شق الثعبان
2002 - سهرة تليفزيونية
فارس العرب
2002 - مسلسل
موعد مع الشهرة
2002 - مسلسل
نور القمر
2002 - مسلسل
البيضاء
2001 - مسلسل
الكومي
2001 - مسلسل
الفتح المبين
2000 - مسلسل
المحاربون
2000 - مسلسل
بيت الزعفراني
2000 - مسلسل
حروف النصب
2000 - مسلسل
ألف ليلة وليلة: ذات المال
1999 - مسلسل
الليث بن سعد
1999 - مسلسل
أم كلثوم
1999 - مسلسل
حلم ولا علم
1999 - مسلسل - فوازير
ضيف شرف
دفتر مواعيد
1999 - سهرة تليفزيونية
نسر الشرق ج1
1999 - مسلسل
نهار وليل
1999 - مسلسل
ولد وبنت وشايب
1999 - سهرة تليفزيونية
إعارة X إعارة
1998 - سهرة تليفزيونية
الإمام الترمذي
1998 - مسلسل
الحب قبل السيف / صقر قريش
1998 - مسلسل
ألف ليلة وليلة: ذات الخال
1998 - مسلسل
أوراق مصرية ج1
1998 - مسلسل
أوراق من المجهول
1998 - مسلسل
تعيش زفتى حرة
1998 - سهرة تليفزيونية
حارة المعروف
1998 - مسلسل
رد قلبي
1998 - مسلسل
رياح الشرق
1998 - مسلسل
البلانسي
مانستغناش
1998 - مسلسل - فوازير
ضيف شرف
ومنين أجيب ناس
1998 - مسلسل
يا عزيزي كلنا لصوص
1998 - مسلسل
أبناء دهشان
1997 - مسلسل
الأبطال ج2
1997 - مسلسل
د. ريجان
القضاء في الإسلام ج7
1997 - مسلسل
المتهم البريء
1997 - مسلسل
بوابة الحلواني ج3
1997 - مسلسل
خريستو
حلم الجنوبي
1997 - مسلسل
عباسية واحد
1997 - مسلسل
معاون المستشفي
عمو فؤاد .. رئيس تحرير
1997 - مسلسل - فوازير
فرط الرمان
1997 - مسلسل
إسم الشهرة
1996 - سهرة تليفزيونية
الأبطال ج1
1996 - مسلسل
البروفسير فانتور
بريق في السحاب
1996 - مسلسل
زي النهارده
1996 - مسلسل - فوازير
شقة الحرية
1996 - مسلسل
البراري والحامول
1995 - مسلسل
الزيني بركات
1995 - مسلسل
الفرسان
1995 - مسلسل
المضحكون
1995 - مسلسل - فوازير
الوهم والسلاح
1995 - مسلسل
شارع المواردي ج2
1995 - مسلسل
عودة السيد
1995 - سهرة تليفزيونية
في بيتنا رجل
1995 - مسلسل
مهلا أيها العمر
1995 - مسلسل
أحلام العنكبوت
1994 - مسلسل
إحنا فين
1994 - مسلسل - فوازير
الحقيقة اسمها سالم
1994 - فيلم
ألف ليلة وليلة: السندباد
1994 - مسلسل
أيام المنيرة
1994 - مسلسل
بوابة الحلواني ج2
1994 - مسلسل
خريستو
خلطبيطه
1994 - فيلم
ليالي الحب والثأر
1994 - مسلسل
وجوه للحب
1994 - مسلسل
الآنسة كاف
1993 - مسلسل
الصديقان
1993 - فيلم
عاطف
القضاء في الإسلام ج4
1993 - مسلسل
الوعد الحق
1993 - مسلسل
أولاد ضرغام
1993 - فيلم
بنت بطوطة
1993 - مسلسل
تحقيق مع مواطنة
1993 - فيلم
المحامي
دموع صاحبة الجلالة
1993 - مسلسل
سفينة الحب والعذاب
1993 - فيلم
غاضبون وغاضبات
1993 - مسلسل
قشتمر
1993 - مسلسل
كلام رجالة
1993 - مسلسل
لم يكن أبدا لها
1993 - مسلسل
محمد رسول الله إلى العالم
1993 - مسلسل
وزير في الجبس
1993 - فيلم
إلا ابنتي
1992 - فيلم
السجينة ٦٧
1992 - فيلم
باهر
اللقاء الدامي
1992 - فيلم
المال والبنون ج1
1992 - مسلسل
إمرأة وثلاثة وجوه
1992 - مسلسل
بوابة الحلواني ج1
1992 - مسلسل
جبال النار
1992 - مسلسل
دكتوراه مع مرتبة الشرف
1992 - فيلم
مغامرات زكية هانم
1992 - مسلسل
البريمو
1991 - مسلسل
ألف ليلة وليلة
1991 - مسلسل
اللعبة المجنونة
1991 - مسلسل
عصر القوة
1991 - فيلم
رفعت بك
مملوك في الحارة
1991 - مسلسل
أحلام في الهواء
1990 - مسلسل
الخروج من الجلد
1990 - سهرة تليفزيونية
الشيطان يستعد للرحيل
1990 - فيلم
الطقم المدهب
1990 - فيلم
أيام الحب والغضب
1990 - مسلسل
بستان المعارف
1990 - مسلسل
عائلة الأستاذ شلش
1990 - مسلسل
صبري
لن اعيش في حلمك
1990 - فيلم
مجالس العرب: من مجالس هارون الرشيد
1990 - مسلسل
مذكرات زوج
1990 - مسلسل
مغامرات زكي الناصح
1990 - مسلسل
نادي الخالدين
1990 - مسلسل
أحلام في الظهيرة
1989 - مسلسل
الحب في عصر الجفاف
1989 - مسلسل
القضاء في الإسلام ج2
1989 - مسلسل
الكهف والوهم والحب
1989 - مسلسل
حدث في بيت القاضي
1989 - مسلسل
دعوة للحياة
1989 - مسلسل
زهرة من بستان
1989 - مسلسل
عودة عمو فؤاد (عمو فؤاد راجع يا ولاد)
1989 - مسلسل - فوازير
قاتل مغاوري
1989 - فيلم
مع استعمال الرأفة
1989 - سهرة تليفزيونية
الفدّان الأخير
1988 - مسلسل
اللقاء الثاني
1988 - مسلسل
جدو عبده راح مكتبته
1988 - مسلسل - فوازير
رأفت الهجان ج1
1988 - مسلسل
روبرت داسان
رقيب لا ينام
1988 - مسلسل
نور الإيمان
1988 - مسلسل
آباء وأبناء
1987 - مسلسل
أحلام اليقظة
1987 - مسلسل
الجوهرة
1987 - مسلسل
القضاء في الإسلام ج1
1987 - مسلسل
برج الأكابر
1987 - مسلسل
جدو عبده زارع أرضه
1987 - مسلسل - فوازير
حب وتخشيبة
1987 - سهرة تليفزيونية
صاحب شقة القمار
رحلة في نفوس البشر
1987 - مسلسل
رفاعة الطهطاوي
1987 - مسلسل
أحمد أبو قطنة
سلطان العلماء
1987 - مسلسل
بوهيموند
سنبل بعد المليون
1987 - مسلسل
عبدالرحمن
علاء وصفاء والأصدقاء
1987 - مسلسل
فرفشة ج2
1987 - مسلسل
لا إله إلا الله ج3
1987 - مسلسل
ليالي الحلمية ج1
1987 - مسلسل
الأنصار
1986 - مسلسل
الذئب الأزرق
1986 - مسلسل
الكابتن جودة
1986 - مسلسل
حادي بادي
1986 - مسلسل
رحلة السيد أبو العلا البشري
1986 - مسلسل
زهور من نور
1986 - مسلسل
فرفشة ج1
1986 - مسلسل
لا إله إلا الله ج2
1986 - مسلسل
ابن تيمية
1985 - مسلسل
ابن عمار
1985 - مسلسل
الإمام محمد عبده
1985 - مسلسل
الكف
1985 - فيلم
عنتر الزغبى - فراش النيابه
إلى من يهمه الأمر
1985 - فيلم
رئيس المصلحة الحكومية
برديس
1985 - مسلسل
بلاد السعادة
1985 - مسلسل
تحت السطح الهادي
1985 - فيلم
حلال المشاكل
1985 - سهرة تليفزيونية
رسول الإنسانية
1985 - مسلسل
محمد رسول الله ج5
1985 - مسلسل
أجمل الزهور
1984 - مسلسل
ألف ليلة وليلة
1984 - مسلسل
حواديت زمان
1984 - مسلسل
دعوة للحب
1984 - مسلسل
رجل فوق الأمواج
1984 - مسلسل
رفقًا أيها الأبناء
1984 - مسلسل
غابة من الأسمنت
1984 - مسلسل
غريب على الطريق
1984 - مسلسل
لمعان السراب
1984 - سهرة تليفزيونية
محمد رسول الله ج4
1984 - مسلسل
وعاد الحنين
1984 - مسلسل
الإمام العادل "عمر بن عبدالعزيز"
1983 - سهرة تليفزيونية
العمر له بقية
1983 - مسلسل
عمرو بن العاص
1983 - مسلسل
فيه حاجة غلط
1983 - مسلسل
نوارة
1983 - سهرة تليفزيونية
نور الإسلام
1983 - مسلسل
أديب
1982 - مسلسل
الأزهر الشريف منارة الإسلام
1982 - مسلسل
الظاهر بيبرس
الجسر
1982 - مسلسل
الدكتور
داليا المصرية
1982 - مسلسل
كان ياما كان
1982 - مسلسل
مدينة العباقرة
1982 - مسلسل
الكعبة المشرفة
1981 - مسلسل
الإمام مالك
1980 - مسلسل
الضمير
1980 - مسلسل
القاضي
المتهمة
1980 - سهرة تليفزيونية
دموع في عيون وقحة
1980 - مسلسل
كف القدر
1980 - مسلسل
أبناء الإسلام
1979 - مسلسل
إلاّ الدمعة الحزينة
1979 - مسلسل
المغنواتي
1979 - فيلم
الأصابع الرهيبة
1978 - مسلسل
الأقمر
1978 - فيلم
من رجال الدَّنَف
جحا وبنات شهبندر التجار
1978 - مسلسل
لعبة التفكير
1978 - مسلسل
وادي الذكريات
1978 - فيلم
الأفعى
1977 - مسلسل
الغربة
1977 - مسلسل
عودة الروح
1977 - مسلسل
لص الثلاثاء
1977 - مسلسل
الحساب يا مدموازيل
1976 - فيلم
زبون ثائر
هروب
1976 - مسلسل
الشاطئ المهجور
1975 - مسلسل
الرجل والقضبان
1969 - فيلم
ماتش التعادل
1963 - مسلسل
أبو الفوارس
0 - مسلسل
أدركني يا دكتور
0 - مسلسل
أعمال خالدة
0 - مسلسل
الخروج من الشرنقة
0 - مسلسل - تمثيلية
الرحمة المهداة
0 - سهرة تليفزيونية
الشقيقة
0 - سهرة تليفزيونية
الطير المهاجر
0 - سهرة تليفزيونية
الفخ الذهبي
0 - سهرة تليفزيونية
الهويس
0 - مسلسل
حدود الله
0 - مسلسل
حكم الزمن
0 - مسلسل
حلم ولا علم
0 - سهرة تليفزيونية
خيال الظل
0 - مسلسل
رجل في الظل
0 - سهرة تليفزيونية
رحلة في عالم مجنون
0 - مسلسل
رسمية
0 - سهرة تليفزيونية
شرخ في جدار العائلة (قرار في ضوء البرق)
0 - فيلم
شمس الخريف
0 - مسلسل
عبد الله بن مسعود
0 - سهرة تليفزيونية
قطر الندى
0 - سهرة تليفزيونية
قلوب مؤمنة
0 - سهرة تليفزيونية
مكان على الأرض
0 - مسلسل
من حال إلى حال
0 - سهرة تليفزيونية
نداء الفجر
0 - مسلسل
وراء الستار أميرة
0 - سهرة تليفزيونية
وفاء
0 - مسلسل
يعيش ياميش
0 - مسلسل